# Schlittschuh-Club Langnau Tigers
Lo Schlittschuh-Club Langnau Tigers, in breve SCL Tigers, sono una squadra di hockey su ghiaccio svizzera, fondata nel 1946 con sede a Langnau im Emmental, nel Canton Berna. Nella stagione 2017-2018 la squadra milita nella prima divisione del campionato svizzero, la National League.

## Storia
Gli SCL Tigers sono i successori del club fondato nel 1946 con il nome di Skating Club Langnau (SCL), che nel 1999 è stato rinominato SCL Tigers AG. Fino al 2002 la squadra giovanile conservava ancora il vecchio nome SC Langnau, ma che venne rinominato successivamente in SCL Young Tigers.
L'origine del nome "Tiger" deriva dallo sponsor principale della squadra, l'azienda casearia nata nel 1850 nota a tutti con il nome di Tiger AG (dal 2004 "Emmi Fondue AG"), con il loro marchio della tigre che ruggisce.
Inoltre gli SCL Tigers sono noti per la loro attenzione ai giovani talenti. Due dei più noti giocatori di hockey svizzero, Reto von Arx (egli è stato il primo svizzero a segnare nella National Hockey League (NHL) con i Chicago Blackhawks, mentre ora gioca all'HC Davos) e Martin Gerber (sotto contratto con gli Ottawa Senators sempre in NHL), provengono dalla squadra dell'Emmental.

## Giocatori celebri
- Campionato del mondo:

Jeff Shantz: 2004
- Campionato del mondo:

Jamie Heward: 2005
Simon Moser: 2013

## Palmarès

### National League A
1 vittoria
- 1976

3 secondi posti
- 1970, 1977, 1978

### National League B
4 vittorie
- 1961, 1987, 1998, 2015